# Krabbe (adelsslægter)
 For alternative betydninger, se Krabbe. (Se også artikler, som begynder med Krabbe)
Krabbe er navnet på flere danske uradelsslægter, af hvilke to er almindeligt kendt. Desuden findes der en borgerlig slægt med navnet, som har prætenderet adelsskab.

## Slægten Krabbe fra Østergård i Harre Herred, Viborg Amt
Slægten Krabbe fra Østergård i Harre Herred, Viborg Amt, nu kun levende i udlandet, fører en sølv bjælke i rødt felt, på hjelmen to røde vesselhorn, hvert belagt med en sølv bjælke.
Stamfaderen, Niels Mikkelsen, omtalt 1336, var sikkert farfader til Erik Jensen Krabbe (død 1376), der 1362 blev viet til biskop i Odense af paven, og til hr. Niels Mikkelsen Krabbe til Nærum og Østergård, som var fader til biskop i Trondhjem Johan Krabbe og til Morten Krabbe til Østergård (død 1483). En af sidstnævntes sønner, Glob Krabbe til Østergård, var fader til rigsråden Iver Krabbe til Østergård (død 1561), der efterhånden sad som lensmand på Københavns Slot, Krogen og Koldinghus, og som byggede en anselig hovedbygning på Skovshoved ved Skive, der nu fik navnet Krabbesholm. En anden af Morten Krabbes sønner, Mikkel Krabbe til Vesløsegård, var oldefader til rigsråden hr. Gregers Krabbe til Torstedlund (1594-1655), der ofte benyttedes i diplomatiske sendelser, og som 1651 blev statholder i Norge. Hans søn, oberst for Hestgarden, generalmajor og hvid ridder Niels Krabbe til Hevringholm (1650-1708), en brav og retskaffen mand, hørte til Christian V's nærmeste kreds, ligesom hans tyskfødte frue var overhofmesterinde hos dronning Charlotte Amalie. En tredje søn af Morten Krabbe, Niels Krabbe til Tandrup og Torp, var fader til magister Morten Krabbe (død 1542), der 1532 blev norsk kansler og 3 år senere deltog virksomt i Christian III's valg til Norges konge. En fjerde søn af Morten Krabbe, Mogens Krabbe til Bustrup i Salling, var fader, til den navnkundige hr. Tyge Krabbe (1474-1541). Denne var allerede 12 år gammel som »Smaadreng« hos kong Hans og passede senere kongens hunde. Han nævnes 1503 som ridder og forlenedes ca. 1507 med Helsingborg Slot, hvortil han derpå var knyttet næsten hele sit liv. Som befalingsmand i Skåne tilføjede han 1510 den svenske hærfører Aake Hansson Thott et stort nederlag ved »Fantehullet« i nærheden af grænsen. Kort efter optoges han i Rigsrådet. Senere opstod bittert fjendskab mellem ham og Christian II, der fratog ham Helsingborg. Tyge Krabbe blev en ivrig deltager i opstanden mod kongen. Straks efter Frederik I's hylding udnævntes han til rigsmarsk og fik Helsingborg tilbage. Han udfoldede nu en omfattende virksomhed og kan navnlig fremhæves som det konservative, katolsksindede rigsråds hovedfører. Efter 1524-25 at have dæmpet bondeopstanden i Skåne, hvor almuen gav ham øgenavnet »Tyge Badspyd«, slog han sidstnævnte år Søren Norby ved Lund og Bunketofte Lund og ledede så forfølgelsen mod kong Christians tilhængere. Han havde 1531 hovedskylden for, at kongens lejde blev brudt og for, at denne blev sat i forvaring på Sønderborg Slot. Hans forfølgelser mod de lutherske i Skåne bidrog til Grevefejdens udbrud 1534. Han forsøgte at samle den Skånske adel, men sluttede sig snart til grev Christoffer. Midt under slaget ved Helsingborg 1535 lod han imidlertid Kernens kanoner beskyde Lybækkerne i ryggen og bidrog derved til deres fuldstændige nederlag. Selv kastede han sig i Christian III's arme, men  fra  nu af var hans magt forbi, om han end tillige med Axel Brahe en kort tid var statholder i Skåne. Foruden hans datter Elsebeth Krabbe (1514-1578), søhelten Peder Skrams hustru, kendt som forfatterinde af historiske arbejder, genealogiske optegnelser og salmer, skal blandt hans sønner nævnes rigsråden hr. Erik Krabbe til Bustrup og Aastrup (1510-1564) og Mogens Krabbe til Vegholm (1513-1564). Erik Krabbe blev hyppigt benyttet i ærinder uden for riget og var stærkt optaget af litterære juridiske arbejder. Han oversatte Jydske Lov og Thor Degns artikler til højtysk og arbejdede på en almindelig logbog for hele Danmark, uden at det dog lykkedes ham at afslutte værket. Hans datter Anne Krabbe (1552-1618), gift med Jacob Bjørn til Stenalt, efterlod en række genealogisk-heraldiske og historiske optegnelser og en kæmpe visesamling, hans søn Christian Krabbe til Bjørnsholm var far til landsdommer i Skåne Erik Krabbe (1593-1659), der måtte pantsætte sin anseligste ejendom, Strandbjerggård, og siden kom i stor armod. Sidstnævntes søn, gehejmeråd, kammerherre, blå ridder Otto Krabbe til Egholm, Holmegård, Bækkeskov og Krabbesholm (1641-1719) var meget yndet af Frederik III, som han i kongens sidste leveår stadig opvartede som kammerpage og kammerjunker. Han blev 1682 stiftsbefalingsmand over Sjællands Stift, i hvilken egenskab han 1700, udvisende stort mod, traf forsvarsanstalter efter fjendens landgang; 1703-17 sad han tillige som gehejmeråd i Konseillet. Erfaren og flittig som statsmand, human, omhyggelig og sparsommelig som godsejer og udrustet med hjertets gode egenskaber hævdede han med ære den gamle danske adels bedste traditioner. Hans datter, Charlotte Amalie (1689-1709), ægtede admiralen, grev Ulrik Christian Gyldenløve. Ovennævnte Mogens Krabbe til Vegholm var farfader til hr. Iver Krabbe til Jordbjerg, Krogholm og Marsvinsholm i Skåne, Gunderslevholm og Vemmetofte på Sjælland (1602-1666) og dennes broder, Niels Krabbe (1603-1663) til Skellinge og Bæltebjerg. Iver Krabbe udmærkede sig 1645 mod svenskerne, men måtte efter freden opgive Varberg. 1657 blev han generalmajor i det søndenfjeldske Norge og i kamp mod svenskerne (Krabbe-krigen), dog uden større resultater. 1661-64 var han statholder i Norge. Hans søn, Jørgen Krabbe (1633-1678), introduceredes 1664 på det svenske Ridderhus og fik 1676 titel af baron. Under den Skånske Krig indtog han imidlertid en vaklende holdning, hvilket førte til, at kong Carl XI lod ham henrette i Malmø, skønt beviser på nogen virkelig brøde næppe forelå. Sidstnævntes ældre broder, Tage Krabbe til Gunderslevholm (1630-1712), var farfader til kaptajn Christian Krabbe, der 1742 endte sine dage på Munkholm. Hans sønnesøn, læge i den britiske marine Carl Frederik Herman Krabbe (1774-1856) var i sit første ægteskab fader til slægtens sidste mand i Danmark, kontorchef i Marineministeriet, etatsråd Christian Frederik Krabbe (1798-1878), hvis halvbrødre af faderens andet ægteskab har efterladt afkom, der blomstrer i England og Argentina, hvor navnet nu skrives Krabbé.

## Slægten Krabbe af Damsgård
Slægten Krabbe af Damsgård går tilbage til Christen Krabbe til Damsgård, første gang omtalt 1502 og endnu i live 1552. Han førte tre skråbjælker i sit skjold. I de følgende fem slægtled var våbenet to sølv skråbjælker i rødt felt, på hjelmen to røde vesselhorn, hvert belagt med to sølv skråbjælker. Slægten havde taget navn fra de Krabber af Holmegård, en lidet fremtrædende adelsslægt med et helt andet våben, fra hvilken den stammede på mødrene side. Christen Krabbes sønnesøns sønnesøns søn, den virksomme og dygtige jorddrot, etatsråd Ole Henriksen Krabbe til Bjerre, Hastrup, Skårup, Nandrup og Søvig (1654-1728), fra hvem alle slægtens nulevende medlemmer nedstammer, bortkastede sit gamle våben og antog det, der førtes af de Krabbe'er af Østergård, vistnok, fordi han, i øvrigt med urette, antog, at hans hidtil kun beskedne slægt stammede fra disse berømte navnefæller. Fire af hans sønner, ritmester Wulf Unger Krabbe (1680-1717), kaptajn Henrik Krabbe (1687-1719), oberst Georg Christopher Krabbe til Bjerre (1707-1787) og oberstløjtnant ved 2. oplandske Infanteriregiment Frederik Christian Krabbe (1713-1776), blev stamfædre til de tre endnu blomstrende linjer, den ældre danske, den yngre danske og den norske. Frederik Christian Krabbe var fader til kommandørkaptajn Peter Greis Krabbe (1755-1807).
Ovennævnte Henrik Krabbe (1687-1719) var stamfader til oberstløjtnant Herluf Krabbe (1904-1979).
Ritmester Wulf Unger Krabbe var oldefader til brødrene generalløjtnant Oluf (eller Ole) Krabbe (1789-1864), major Carl Friederich Krabbe (1793-1849), der blev dødeligt såret ved Fredericia, og godsejer Frederik Anton Monrad Krabbe til Hald (1808-1881). Den førstnævnte af disse blev fader til zoologen, professor Harald Krabbe (1831-1917), blandt hvis sønner kan nævnes dommer i Østre Landsret Oluf Haraldsen Krabbe (1872-1951), kommitteret i Udenrigsministeriet for islandske sager, overretssagfører, cand.polit. Jon Haraldsen Krabbe (1874-1964), ingeniør og fyrdirektør Thorvald Krabbe (1876-1953) og lægevidenskabelig forfatter, medarbejder ved Salmonsens Konversationsleksikon, dr.med. Knud Haraldsen Krabbe (1885-1961). Majoren var farfader til generalmajor Carl Frederik Krabbe (1858-1920), der var far til officeren og nazisten Oluf Krabbe (1903-1999), og endelig F.A.M. Krabbe fader til politikeren, kammerherre Christopher Krabbe (1833-1913), hvis søn var hofjægermester Aage Krabbe (1862-1933). Den yngre danske linjes stamfader – oberst G.C. Krabbe – var farfader til Landstingsmand, amtmand på Bornholm, kammerherre Ludvig Vilhelm Henrik Krabbe (1798-1857), der atter var farfader til cand.mag. Ludvig Thorvald Krabbe (1884-1959), som, efter at have været fuldmægtig i Udenrigsministeriets pressebureau, adjunkt ved Roskilde Katedralskole og presseattaché i Paris, 1921 blev skandinavisk medlem af Nationernes Forbunds generalsekretariat i Genève. Han har skrevet historiske lærebøger og afhandlinger.
Overretssagfører Jon Haraldsen Krabbe var i ægteskab med Margrethe Casse (1876-1970, datter af overretssagfører Peter Frederik Engelbreth Casse) fader til Niels Jonsen Krabbe (1901-1975) til Frederiksdal, som var fader til kammerherre og hofjægermester Jon Henrik Krabbe (født 1936) til Frederiksdal, hvis søn Harald Oluf Krabbe har overtaget Frederiksdal. Jon Krabbe var også fader til professor, dr.phil. Henning Jonsen Krabbe (1906-1980).
Overlæge, dr.med. Knud Haraldsen Krabbe var fader til professor, dr.techn. Ulrik Hindenburg Krabbe (1916-2010).

## Borgerlig slægt
Til en borgerlig slægt Krabbe hørte regimentskvartermester Hans Krabbe (død 1725), der var fader til 1. civildeputeret i Admiralitets- og Kommissariatskollegiet, gehejmeråd,
kammerherre og hvid ridder Frederik Michael Krabbe (1725-1796). Denne var kendt fra sin virksomhed som fabrikmester på Holmen 1758-72, hvor han konstruerede 12 linjeskibe, 7 fregatter og en del mindre fartøjer. Hans ugifte søn af 2. ægteskab med Christiane Charlotte Charisius, gehejmekonferensråd Hans Krabbe-Carisius (1771-1845) førte uden skygge af hjemmel[kilde mangler] Østergård-slægtens sølv bjælke i rødt, ikke desto mindre omtalt som hans "eget rette fædrene" våben, da han – efter at have tiltrådt substitutionen for Stamhuset Constantinsborg – ved patent af 11. maj 1831 fik ret til at sammenføje det med det friherrelige Marselis'ske våben og samtidig føje navnet Carisius til sit eget navn.

## Liste over væsentlige medlemmer af slægterne
- Anne Krabbe (1552-1618) – adelsdame, forfatter
- Christopher Krabbe (1833-1913) – politiker, formand for Folketinget
- Elsebe Krabbe (1514-1578) – adelsdame, forfatter
- Erik Krabbe (rigsråd) (1510-1564) – til Bustrup og Aastrup, rigsråd
- Erik Krabbe (landsdommer) (1593-1659) – landsdommer
- Erik Jensen Krabbe (død 1376) – biskop i Odense
- Frederik Michael Krabbe (1725-1796) – søofficer
- Gregers Krabbe (1594-1655) – til Torstedlund, statholder i Norge
- Harald Krabbe (1831-1917) – zoolog
- Iver Krabbe (død 1561) – rigsråd
- Iver Krabbe (1602-1666) – statholder i Norge
- Jørgen Krabbe (1633-1678) – baron
- Ludvig Thorvald Krabbe (1884-1959) – diplomat
- Ludvig Vilhelm Henrik Krabbe (1798-1857) – amtmand, medlem af Landstinget
- Morten Krabbe (død 1542) – norsk kansler
- Niels Krabbe (1603-1663) – til Skellinge og Bæltebjerg
- Niels Krabbe (1650-1708) – officer
- Ole Krabbe (1656-1728) – godsejer
- Oluf (Ole) Krabbe (1789-1864) – officer
- Oluf Krabbe (1903-1999) – officer i Frikorps Danmark, nazist
- Oluf H. Krabbe (1872-1951) – landsdommer
- Otto Krabbe (1641-1719) – gehejmeråd
- Peter Greis Krabbe (1755-1807) – søofficer
- Tage Krabbe (1553-1612), til Røsøholm og Jordbjerg i Skåne
- Tyge Krabbe (1474-1541) – rigsmarsk